# Hidrat
În chimie, un hidrat este un compus chimic care conține una sau mai multe molecule de apă de cristalizare. Atât compușii anorganici (de obicei sărurile), cât și compușii organici pot fi hidrați. Un exemplu de hidrat este sulfatul cupric pentahidrat. Despre o sare care nu este hidrată se spune că este anhidră. 

## Natura chimică

### Chimia organică
În chimia organică, un hidrat este acel compus prin adiția de apă la molecula unui compus organic. De exemplu, etanolul, CH3–CH2–OH, este produsul reacției de adiției de apă (sau de hidratare) a etenei, CH2=CH2. În aceeași măsură, și compușii hidrați pot să elimine apa printr-o reacție de deshidratare.

### Chimia anorganică
În chimia anorganică, hidrații (pot fi numiți și cristalohidrați) sunt săruri anorganice care conțin molecule de apă într-un raport definit, ca parte integrală a cristalului , molecule care pot fi legate de metal sau au cristalizat împreună cu complexul de metal.